# Pseudocreobotra
Pseudocreobotra — род цветочных богомолов, населяющий Субсахарскую Африку. Визуально, особи рода Pseudocreobotra похожи на представителей рода Creobroter, обитающих в Юго-Восточной Азии, но принадлежат к разным подсемействам. На их передних крыльях есть заметные спиралевидные глазные пятна, которые богомол может внезапно и бесшумно раскрыть, чтобы напугать потенциальных хищников. Представители Pseudocreobotra легко выводятся в неволе.

## Вид
Род включает следующие виды:
- Pseudocreobotra amarae Rehn, 1901
- Pseudocreobotra ocellata Beauvois, 1805
- Pseudocreobotra wahlbergi Stål, 1871